# SpaceX COTS Demo Flight 1
El SpaceX COTS Demo Flight 1 va ser el primer vol espacial no tripulat de la nau espacial SpaceX Dragon que va orbitar la Terra i el segon vol del Falcon 9 d'SpaceX. Va ser també el primer vol de demostració per al programa Commercial Orbital Transportation Services (COTS) de la NASA per a la qual va ser seleccionat SpaceX. Els objectius principals de la missió van consistir en provar la maniobra i reentrada orbital de la càpsula Dragon. La missió també va intentar provar correccions del coet Falcon 9, particularment el gir no planificat de la primera etapa que va ocórrer durant el primer vol. La càpsula va ser transportada a l'òrbita per un coet Falcon 9, realitzant amb èxit el seu segon llançament. El llançament es va produir el 8 de desembre de 2010 a les 15:43 UTC.
L'èxit de la missió va permetre a SpaceX avançar el pla de proves del vehicle. Amb la tornada als vols del Falcon 9 amb dos llançaments "quasi perfectes" (incloent el Falcon 9 Flight 1 de juny) "i l'èxit de l'operació orbital, la reentrada i l'aterratge amb paracaigudes de la primera càpsula Dragon" SpaceX "va demanar a la NASA combinar els objectius establerts per a les altres dues missions COTS ... i permetre un atracament a la [estació espacial] durant el següent vol," que va ser completat amb èxit el 2012.